# إيفرت لينثورس
إيفرت لينثورس (مواليد 3 مارس 2000 في هولندا) لاعب كرة قدم هولندا لعب سابقاً في نادي اتحاد كلباء .

## روابط خارجية
إيفرت لينثورس على موقع قاعدة بيانات كرة القدم.إي يو (الإنجليزية)
- إيفرت لينثورس على موقع Soccerway.com (الإنجليزية)
- إيفرت لينثورس على موقع عالم كرة القدم.نت (الإنجليزية)